# Vitalius paranaensis
Vitalius paranaensis é uma espécie de aranha pertencente à família Theraphosidae (tarântulas). Encontrada no sul e sudeste brasileiro, é considerada uma espécie semi-agressiva, não havendo na maioria dos encontros com seres humanos, acidentes.
São animais noturnos, cujas fêmeas são maiores que os machos, atingindo até 20 cm de comprimento, enquanto os espécimes machos não ultrapassam os 14 centímetros.